# Marion (Carolina del Sur)
Marion es una ciudad situada en el estado de Carolina del Sur, en los Estados Unidos.Es sede del condado homónimo. La ciudad en el año 2000 tiene una población de 7.042 habitantes en una superficie de 11.2 km², con una densidad poblacional de 627.9 personas por km². 

## Geografía
Marion se encuentra ubicada en las coordenadas 34°10′48″N 79°23′50″O / 34.18000, -79.39722. Según la Oficina del Censo, la ciudad tiene un área total de 11,2 km² (4,3 mi²), de la cual 11,2 km² (4,3 mi²) es tierra y 0 km² (0 mi²) (0.0%) es agua.

## Demografía
En el 2000 la renta per cápita promedia del hogar era de $24.265, y el ingreso promedio para una familia era de $31.844. El ingreso per cápita para la localidad era de $16.551. En 2000 los hombres tenían un ingreso per cápita de $26.917 contra $21.667 para las mujeres. Alrededor del 27.40% de la población estaba bajo el umbral de pobreza nacional. 

### Localidades adyacentes
El siguiente diagrama muestra a las localidades en un radio de 28 kilómetros (17,4 mi) de Marion.